# Grande Prêmio de San Marino de 1997
Resultados do Grande Prêmio de San Marino de Fórmula 1 realizado em Imola em 27 de abril de 1997. Quarta etapa da temporada, nele o alemão Heinz-Harald Frentzen, da Williams-Renault, venceu pela primeira vez em sua carreira, subindo ao pódio junto a Michael Schumacher e Eddie Irvine, pilotos da Ferrari.

## Resumo
Primeira dobradinha entre pilotos alemães na história da Fórmula 1.

## Classificação da prova

### Treino oficial
| Pos.                      | Nº | Piloto                | Construtor        | Tempo    | Diferença |
| ------------------------- | -- | --------------------- | ----------------- | -------- | --------- |
| 1                         | 3  | Jacques Villeneuve    | Williams-Renault  | 1:23.303 |           |
| 2                         | 4  | Heinz-Harald Frentzen | Williams-Renault  | 1:23.646 | + 0.343   |
| 3                         | 5  | Michael Schumacher    | Ferrari           | 1:23.955 | + 0.652   |
| 4                         | 14 | Olivier Panis         | Prost-Mugen/Honda | 1:24.075 | + 0.772   |
| 5                         | 11 | Ralf Schumacher       | Jordan-Peugeot    | 1:24.081 | + 0.778   |
| 6                         | 12 | Giancarlo Fisichella  | Jordan-Peugeot    | 1:24.596 | + 1.293   |
| 7                         | 16 | Johnny Herbert        | Sauber-Petronas   | 1:24.723 | + 1.420   |
| 8                         | 9  | Mika Häkkinen         | McLaren-Mercedes  | 1:24.812 | + 1.509   |
| 9                         | 6  | Eddie Irvine          | Ferrari           | 1:24.862 | + 1.558   |
| 10                        | 10 | David Coulthard       | McLaren-Mercedes  | 1:25.077 | + 1.774   |
| 11                        | 8  | Gerhard Berger        | Benetton-Renault  | 1:25.371 | + 2.068   |
| 12                        | 17 | Nicola Larini         | Sauber-Petronas   | 1:25.554 | + 2.241   |
| 13                        | 22 | Rubens Barrichello    | Stewart-Ford      | 1:25.579 | + 2.276   |
| 14                        | 7  | Jean Alesi            | Benetton-Renault  | 1:25.729 | + 2.426   |
| 15                        | 1  | Damon Hill            | Arrows-Yamaha     | 1:25.743 | + 2.440   |
| 16                        | 23 | Jan Magnussen         | Stewart-Ford      | 1:26.192 | + 2.889   |
| 17                        | 2  | Pedro Paulo Diniz     | Arrows-Yamaha     | 1:26.253 | + 2.950   |
| 18                        | 15 | Shinji Nakano         | Prost-Mugen/Honda | 1:26.712 | + 3.409   |
| 19                        | 19 | Mika Salo             | Tyrrell-Ford      | 1:26.852 | + 3.549   |
| 20                        | 21 | Jarno Trulli          | Minardi-Hart      | 1:26.960 | + 3.657   |
| 21                        | 18 | Jos Verstappen        | Tyrrell-Ford      | 1:27.428 | + 4.125   |
| 22                        | 20 | Ukyo Katayama         | Minardi-Hart      | 1:28.727 | + 5.424   |
| Limite dos 107%: 1:29.134 |    |                       |                   |          |           |
| Fonte:                    |    |                       |                   |          |           |

### Corrida
| Pos.   | Nº | Piloto                | Construtor        | Voltas | Tempo/Diferença | Grid | Pontos |
| ------ | -- | --------------------- | ----------------- | ------ | --------------- | ---- | ------ |
| 1      | 4  | Heinz-Harald Frentzen | Williams-Renault  | 62     | 1:31:00.673     | 2    | 10     |
| 2      | 5  | Michael Schumacher    | Ferrari           | 62     | + 1.237         | 3    | 6      |
| 3      | 6  | Eddie Irvine          | Ferrari           | 62     | + 1:18.343      | 9    | 4      |
| 4      | 12 | Giancarlo Fisichella  | Jordan-Peugeot    | 62     | + 1:23.388      | 6    | 3      |
| 5      | 7  | Jean Alesi            | Benetton-Renault  | 61     | + 1 volta       | 14   | 2      |
| 6      | 9  | Mika Häkkinen         | McLaren-Mercedes  | 61     | + 1 volta       | 8    | 1      |
| 7      | 17 | Nicola Larini         | Sauber-Petronas   | 61     | + 1 volta       | 12   |        |
| 8      | 14 | Olivier Panis         | Prost-Mugen/Honda | 61     | + 1 volta       | 4    |        |
| 9      | 19 | Mika Salo             | Tyrrell-Ford      | 60     | + 2 voltas      | 19   |        |
| 10     | 18 | Jos Verstappen        | Tyrrell-Ford      | 60     | + 2 voltas      | 21   |        |
| 11     | 20 | Ukyo Katayama         | Minardi-Hart      | 59     | + 3 voltas      | 22   |        |
| Ret    | 2  | Pedro Paulo Diniz     | Arrows-Yamaha     | 53     | Câmbio          | 17   |        |
| Ret    | 3  | Jacques Villeneuve    | Williams-Renault  | 40     | Câmbio          | 1    |        |
| Ret    | 10 | David Coulthard       | McLaren-Mercedes  | 38     | Motor           | 10   |        |
| Ret    | 22 | Rubens Barrichello    | Stewart-Ford      | 32     | Motor           | 13   |        |
| Ret    | 16 | Johnny Herbert        | Sauber-Petronas   | 18     | Pane elétrica   | 7    |        |
| Ret    | 11 | Ralf Schumacher       | Jordan-Peugeot    | 17     | Transmissão     | 5    |        |
| Ret    | 15 | Shinji Nakano         | Prost-Mugen/Honda | 11     | Colisão         | 18   |        |
| Ret    | 1  | Damon Hill            | Arrows-Yamaha     | 11     | Colisão         | 15   |        |
| Ret    | 8  | Gerhard Berger        | Benetton-Renault  | 4      | Spun off        | 11   |        |
| Ret    | 23 | Jan Magnussen         | Stewart-Ford      | 2      | Spun off        | 16   |        |
| DNS    | 21 | Jarno Trulli          | Minardi-Hart      | 0      | Câmbio          | 20   |        |
| Fonte: |    |                       |                   |        |                 |      |        |

## Tabela do campeonato após a corrida
| Pos. | Piloto                | Pontos |
| ---- | --------------------- | ------ |
| 1    | Jacques Villeneuve    | 20     |
| 2    | Michael Schumacher    | 14     |
| 3    | Heinz-Harald Frentzen | 10     |
| 4    | David Coulthard       | 10     |
| 5    | Eddie Irvine          | 10     |

| Pos. | Construtor       | Pontos |
| ---- | ---------------- | ------ |
| 1    | Williams-Renault | 30     |
| 2    | Ferrari          | 24     |
| 3    | McLaren-Mercedes | 20     |
| 4    | Benetton-Renault | 13     |
| 5    | Jordan-Peugeot   | 7      |

- Nota: Somente as primeiras cinco posições estão listadas.